# Physcomitrium
Physcomitrium (Pærekapsel) er en slægt af mosser udbredt i hele verden med cirka 69 arter, hvoraf to findes i Danmark. Physcomitrium betyder 'blærehue' (af græsk phouska 'blære' og latin mitra 'høj, spids hue') og hentyder til udseendet af sporehusets hætte.
| Danske arter |

- Alm. pærekapsel Physcomitrium pyriforme
- Kort pærekapsel Physcomitrium eurystomum